# Derek Murray
|  | Aquest article tracta sobre el presentador d'esports escocès. Vegeu-ne altres significats a «Derek Murray (desambiguació)». |

Derek Murray (gaèlic escocès:Derek Moireach), també conegut com a Derek "Pluto", és un presentador de ràdio i televisió escocès, presentador esportiu del programa de notícies de BBC Alba An Là. També s'encarrega dels comentaris futbolístics d'aquest canal i de BBC Radio nan Gàidheal, i és reporter ocasional del programa de BBC Radio Scotland Sportsound. Així mateix, és comentarista a "An Caman", un programa de shinty enregistrat l'any 2007. És del poble de Ness a l'Illa de Lewis i antigament era policia de Strathclyde Police.
Actualment presenta el seu propi programa a BBC Radio nan Gàidheal, Siubhal gu Seachd le Pluto. És fan de Lewis Camanachd.